# Barney Bear
Barney Bear a fost o serie de desene animate, scurte episoade produse de Metro-Goldwyn-Mayer. Personajul titular a fost un personaj de desene animate antropomorfic, un urs leneș, somnoros, care de multe ori este în căutare de nimic altceva, decât pace și liniște.
El a fost creat pentru Metro-Goldwyn-Mayer de regizorul Rudolf Ising, care a bazat dispoziția ursului morocănos, dar plăcută pe cont propriu și derivată de mulți dintre manierele sale de actorul Wallace Beery. Barney Bear și-a făcut prima apariție în The Bear That Couldn't Sleep în 1939, și din anul 1941 a fost vedeta propriei serii, obținând o nominalizare la Oscar pentru scurt-metrajul din 1941, The Rookie Bear. Ising a părăsit studio-ul în 1943.
Design-ul original al lui Barney de Isign conținea o serie de detalii: blană pletoasă, haine șifonate și șase sprâncene; în timp ce seria a progresat, design-ul a fost treptat simplificat și raționalizat, atingând apogeul în trei scurt-metraje spre sfârșitul anilor 1940, singura ieșire de scurta durată a echipei de regizori Blair Preston și Michael Lah. Aceste desene au avut tendința de a avea un indiciu de influență al lui Tex Avery și mai stilizate, mișcări de cauciuc, care nu a fost surprinzătoare, atât au lucrat amândoi ca animatori (și Lah în cele din urmă în calitate de co-director), la mai multe filme ale lui Avery . Avery el însuși nu a regizat nici un scurt-metraj Barney. Ultimele desene animate originale Barney Bear au fost realizate între 1952 și 1954, și Dick Lundy a fost responsabil pentru acestea. În filmele de la sfârșitul anilor 1940 și începutul anilor 1950, design-ul lui Barney a fost raționalizat și simplificat, la fel ca cele a lui Tom si Jerry.
În desenul animat din 1941 The Prospecting Bear, Barney a fost împerechiat cu un măgar pe nume Benny Burro. Deși Benny nu a făcut decât încâ o apariție în desene animate, el va apărea mai târziu ca partenerul lui Barney în numeroase povestiri de benzi desenate.
Desenul animat din 1953 Barney's Hungry Cousin este prima menționare a Parcului Jellystone, casa de mai târziu a personajului Hanna-Barbera, Ursul Yogi. Ca și Yogi, vărul titular mănâncă (de multe ori cu furt), cantități mari de produse alimentare a  altor persoane (inclusiv a lui Barney).
Barney Bear n-a apărut iarăși în material nou până în The Tom and Jerry Comedy Show a lui Filmation în 1980.

## Listă de episoade
Regizate de Rudolf Ising
- The Bear That Couldn't Sleep  (1939)
- The Fishing Bear  (1940)
- The Prospecting Bear (1941)
- The Rookie Bear (1941)
- The Flying Bear (1941)
- The Bear and the Beavers (1942)
- Wild Honey (1942)
- Barney Bear's Victory Garden (1942)
- Bah Wilderness (1943)
- Barney Bear and the Uninvited Pest  (1943)

Regizate de George Gordon
- Bear Raid Warden (1944)
- Barney Bear's Polar Pest (1944)
- The Unwelcome Guest (1945)

Regizate de Preston Blair și Michael Lah
- The Bear and the Bean  (1948)
- The Bear and the Hare  (1948)
- Goggle Fishing Bear  (1949)

Regizate de Dick Lundy
- The Little Wise Quacker (1952)
- Busybody Bear (1952)
- Barney's Hungry Cousin (1953)
- Cobs and Robbers (1953)
- Heir Bear (1953)
- Wee-Willie Wildcat (1953)
- Half-Pint Palomino (1953)
- The Impossible Possum (1954)
- Sleepy-Time Squirrel (1954)
- Bird-Brain Bird Dog (1954)